# BIM
Betegnelsen BIM står for Bygnings Informations Modellering og refererer til en samlet digital model af et bygningsværk. Formålet er at afklare begreber, definitioner og sammenhænge mellem objekter i en byggesag eller et byggeri.
Først og fremmest er der fokus på at få afklaret forholdet mellem CAD objekter, 3D-modeller, Bygningsdel / Bygningsdelsbeskrivelser, Beskrivende mængdefortegnelser, tilbudslister og Produktionsdelskort som de kræves anvendt under Det Digitale Byggeri i Danmark.
Den software der er mest benyttet til at arbejde med BIM er i Danmark programmer som Autodesk Revit, ArchiCAD, Vetorworks, MicroStation, Tekla, MagiCAD, AutoCAD Architecture, Dalux. Fordelen ved disse programmer er, at de kombinerer 2D-tegnniger, 3D-model, mængdeudtræk og layout i samme arbejdsgang og automatisk opdaterer databasen med alle informationer, hver gang man redigerer projektet. Mange af programmerne tillader "Teamwork, hvor flere brugere samtidig kan redigere samme model, enten fra lokalt netværk eller over internettet.
Med BIM kan man udnytte den information der er i modellen til simulering af f.eks. bygningens energi-forbrug, beregne pris, planlægge udførelsen og modellerne kan danne grundlag for drift/vedligehold-systemer.
En model-baseret arbejdsmetode er især praktisk i samarbejdet mellem rådgivere på byggeprojekter. Modellerne kan udveksles mellem forskellige programmer via det åbne fil-format, IFC (Industri Foundation Classes), der er lavet af foreningen BuildingSMART, der i Danmark er en del af branche-foreningen BIPS. Udveksling af BIM med åbne fil-formater kaldes OpenBIM.
Ved at samle fag-modeller fra rådgiverne, kan man kvalitetssikre byggeriet i en slags virtuel prototype, og på denne måde undgå fejl der ellers først opdages på byggepladsen. Man kan f.eks. teste modellen for kollisioner mellem rådgivernes fagområder, så f.eks. ventillationsrør ikke krydser bærende konstruktioner. Der findes regelbaserede programmer, f.eks. Solibri Model Checker, der automatisk tjekker modellerne igennem for fejl.
En BIM-model afviger fra en CAD-model ved at sammenkæde en række forskellige informationer, der typisk ikke er en del af en traditionel CAD-model, herunder
- Geometriske egenskaber (dimensioner, mængde)
- Visuelle egenskaber (farve, transperans, ...)
- Funktionsrelaterede egenskaber (materiale, styrke, støj,...)
- Produktionsrelaterede egenskaber (kontrolkrav mv.)
- Produktrelaterede egenskaber (klassifikation, leverandør, priser, driftoplysninger)

Disse informationer skal hentes fra forskellige kilder i projektmaterialet som nævnt ovenfor, og det er derfor nødvendigt at specificere en sammenhæng mellem disse. I nedenstående figur er sammenhængen angivet vist skematisk: